# Oreoneta tatrica
Oreoneta tatrica là một loài nhện trong họ Linyphiidae.
Loài này thuộc chi Oreoneta. Oreoneta tatrica được Wladislaus Kulczynski miêu tả năm 1915.